# لینکلن شیفی
لینکلن شیفی (به انگلیسی: Lincoln Chafee) سناتور سابق عضو حزب جمهوری‌خواه ایالات متحده آمریکا بود. وی در سال ۱۹۹۹ تا ۲۰۰۷ میلادی سناتور ایالت رود آیلند در سنای ایالات متحده آمریکا بود.
لینکلن شیفی سپس فرماندار ایالت رود آیلند بود که در تاریخ ۴ ژانویه ۲۰۱۱ میلادی به عنوان فرماندار انتخاب شد و تا سال ۲۰۱۵ در این سمت باقی ماند.